# Tony Sylva
Tony Mario Sylva (*Guediawaye, Senegal, 17 de mayo de 1975) es un exfutbolista senegalés. Jugaba de portero y su último equipo fue el Trabzonspor de Turquía.

## Selección nacional
Ha sido internacional con la Selección de fútbol de Senegal, ha jugado 69 partidos internacionales.

### Participaciones en Copas del Mundo
| Mundial                        | Sede                  | Resultado        | Partidos | Goles |
| ------------------------------ | --------------------- | ---------------- | -------- | ----- |
| Copa Mundial de Fútbol de 2002 | Corea del Sur y Japón | Cuartos de final | 5        | 0     |

## Clubes
| Club        | País    | Año         |
| ----------- | ------- | ----------- |
| AS Mónaco   | Francia | 1995 - 1996 |
| SAS Épinal  | Francia | 1996 - 1997 |
| AS Mónaco   | Francia | 1997 - 2000 |
| AC Ajaccio  | Francia | 2000 - 2001 |
| AS Mónaco   | Francia | 2001 - 2004 |
| Lille OSC   | Francia | 2004 - 2008 |
| Trabzonspor | Turquía | 2008 - 2010 |

## Palmarés

### Campeonatos nacionales
| Título  | Club      | País    | Año  |
| ------- | --------- | ------- | ---- |
| Ligue 1 | AS Mónaco | Francia | 2000 |

- Datos: Q504393
- Multimedia: Tony Sylva / Q504393